# Scottish Cup 1892-93
Scottish Football Association Challenge Cup 1892–93 var den 20. udgave af Scottish Football Association Challenge Cup, nu til dags bedre kendt som Scottish Cup. Første runde af den landsdækkende del af turneringen blev spillet den 26. november 1892, og turneringen blev afsluttet den 11. marts 1893, hvor Queen's Park FC vandt finalen over Celtic FC med 2-1. Sejren var Queen's Park FC's 10. og hidtil sidste i turneringens historie, og dermed fik holdet revanche for nederlaget til Celtic FC i den forrige sæsons finale.

## Resultater

### Queen's Park FC's vej til sejren
| Runde        | Dato   | Kamp                                     | Res.   |
| ------------ | ------ | ---------------------------------------- | ------ |
| Første runde | 26.11. | Cowlairs FC – Queen's Park FC            | [0]2–5 |
| Første runde | 21.1.  | Cowlairs FC – Queen's Park FC            | 1–4    |
| Anden runde  | 28.1.  | Kilmarnock FC – Queen's Park FC          | 0–8    |
| Kvartfinale  | 4.2.   | Heart of Midlothian FC – Queen's Park FC | 1–1    |
| Kvartfinale  | 11.2.  | Queen's Park FC – Heart of Midlothian FC | 5–2    |
| Semifinale   | 18.2.  | Queen's Park FC – Broxburn Shamrock FC   | 4–2    |
| Finale       | 25.2.  | Queen's Park FC – Celtic FC              | [0]0–1 |
| Finale       | 11.3.  | Queen's Park FC – Celtic FC              | 2–1    |

### Første runde
| Dato    | Kamp                                                    | Res.   |
| ------- | ------------------------------------------------------- | ------ |
| 26.11.  | 5th Kirkcudbrightshire Rifle Volunteers FC – Camelon FC | 5–3    |
| 26.11.  | Abercorn FC – Renton FC                                 | 6–0    |
| 26.11.  | Aberdeen FC – St. Mirren FC                             | 4–6    |
| 26.11.  | Airdrieonians FC – Third Lanark Rifle Volunteers FC     | 3–6    |
| 26.11.  | Albion Rovers FC – Kilmarnock FC                        | 1–2    |
| 26.11.  | Celtic FC – Linthouse FC                                | 3–1    |
| 26.11.  | Clyde F.C. – Dumbarton FC                               | [0]4–1 |
| 26.11.  | Cowlairs FC – Queen's Park FC                           | [0]2–5 |
| 26.11.  | Dunblane FC – Broxburn Shamrock FC                      | 0–3    |
| 26.11.  | King's Park FC – Monkcastle FC                          | 6–2    |
| 26.11.  | Motherwell FC – Campsie FC                              | [0]9–2 |
| 26.11.  | Northern FC – Leith Athletic FC                         | 1–3    |
| 26.11.  | Rangers FC – Annbank FC                                 | 7–0    |
| 26.11.  | Royal Albert FC – Cambuslang FC                         | 6–1    |
| 26.11.  | St. Bernard's FC – Queen of the South Wanderers FC      | 5–1    |
| 26.11.  | Stenhousemuir FC – Heart of Midlothian FC               | 1–1    |
| Omkampe |                                                         |        |
| 17.12.  | Dumbarton FC – Clyde F.C.                               | 6–1    |
| 17.12.  | Heart of Midlothian FC – Stenhousemuir FC               | 8–0    |
| 17.12.  | Motherwell FC – Campsie FC                              | 6–4    |
| 21.1.   | Cowlairs FC – Queen's Park FC                           | 1–4    |

### Anden runde
Seksten hold spillede om otte pladser i kvartfinalerne.
| Dato   | Kamp                                                   | Res. |
| ------ | ------------------------------------------------------ | ---- |
| 17.12. | Abercorn FC – Third Lanark Rifle Volunteers FC         | 4–5  |
| 17.12. | Broxburn Shamrock FC – King's Park FC                  | 3–0  |
| 17.12. | Celtic FC – 5th Kirkcudbrightshire Rifle Volunteers FC | 7–0  |
| 17.12. | Leith Athletic FC – St. Mirren FC                      | 0–2  |
| 17.12. | Royal Albert FC – St. Bernard's FC                     | 1–1  |
| 21.12. | Dumbarton FC – Rangers FC                              | 0–1  |
| 24.12. | Motherwell FC – Heart of Midlothian FC                 | 2–4  |
| 28.1.  | Kilmarnock FC – Queen's Park FC                        | 0–8  |
| Omkamp |                                                        |      |
| 24.12. | St. Bernard's FC – Royal Albert FC                     | 5–2  |

### Kvartfinaler
I kvartfinalerne spillede de otte vindere fra ottendedelsfinalerne om fire pladser i semifinalerne.
| Dato   | Kamp                                         | Res. |
| ------ | -------------------------------------------- | ---- |
| 21.1.  | Broxburn Shamrock FC – St. Mirren FC         | 4–3  |
| 21.1.  | Celtic FC – Third Lanark Rifle Volunteers FC | 5–1  |
| 21.1.  | St. Bernard's FC – Rangers FC                | 3–2  |
| 4.2.   | Heart of Midlothian FC – Queen's Park FC     | 1–1  |
| Omkamp |                                              |      |
| 11.2.  | Queen's Park FC – Heart of Midlothian FC     | 5–2  |

### Semifinaler
| Dato  | Kamp                                   | Res. | Spillested                |
| ----- | -------------------------------------- | ---- | ------------------------- |
| 4.2.  | Celtic FC – St. Bernard's FC           | 5–1  | Celtic Park, Glasgow      |
| 18.2. | Queen's Park FC – Broxburn Shamrock FC | 4–2  | 2nd Hampden Park, Glasgow |

### Finale
| Dato   | Kamp                        | Res.   | Tilskuere | Spillested          |
| ------ | --------------------------- | ------ | --------- | ------------------- |
| 25.2.  | Queen's Park FC – Celtic FC | [0]0–1 | 20.000    | Ibrox Park, Glasgow |
| Omkamp |                             |        |           |                     |
| 11.3.  | Queen's Park FC – Celtic FC | 2–1    | 13.239    | Ibrox Park, Glasgow |